# Metabourdotia tahitiensis
Metabourdotia tahitiensis är en svampart som beskrevs av Lindsay Shepherd Olive 1957. Metabourdotia tahitiensis ingår i släktet Metabourdotia, ordningen Auriculariales, klassen Agaricomycetes, divisionen basidiesvampar och riket svampar.   Inga underarter finns listade i Catalogue of Life.